# 代斯特山麓巴特明德
代斯特山麓巴特明德（德語：Bad Münder am Deister，發音：[baːt ˈmʏndɐ ʔam ˈdaɪstɐ]）是德国下萨克森州哈默尔恩-皮尔蒙特县的城市，面积107.97平方千米，2023年12月31日人口为17,511人。